# Cap Gris-Nez
Cap Gris-Nez (promontorio grigio in italiano) è una località situata sulla Côte d'Opale, nel dipartimento francese del Passo di Calais, nella Francia settentrionale. Questo luogo, situato tra il Cap Blanc Nez e Boulogne sur Mer attrae molti turisti per le sue particolari caratteristiche paesaggistiche. Si tratta infatti di una vasta zona che si affaccia sul Mare del Nord con scogliere che scendono a picco sul mare. Meno alto del vicino Cap Blanc Nez costituisce, assieme a quest'ultimo, il Site des deux Caps (sito dei due promontori, in italiano).